# Kalingapatam
Kalingapatam és un port i vila del districte de Ganjam a Orissa, a la boca del riu Vamsadhara a uns 25 km al nord de Chicacole. La població el 1881 era de 4.465 habitants. La seva importància deriva del fet que fou suposadament capital, a l'inici de la dinastia Ganga, del regne de Kalinga (s'ha identificat amb Kalinganagara, tot i que la identificació és discutida), i segles més tard la seu del governador musulmà del país telugu. Les seves ruïnes, amb relació a mesquites, encara testimonien la seva antiga importància en el període musulmà però res deixa pensar que és de major antiguitat. Hi ha un antic far a un cap a la boca del riu i la vila es troba entre el far i la banda sud del riu.